# Margherita da Cortona
Margherita da Cortona   (Laviano, 1247 - Cortona, 22 de febrer de 1297) fou una religiosa italiana pertanyent al Tercer Orde Franciscà Seglar. El 1728 va ser proclamada santa pel papa Benet XIII.

## Biografia
D'origen humil, va ser batejada a l'antiga pieve, o església parroquial, de Pozzuolo Umbro, on actualment hi ha l'església dels Sants Pere i Pau: aviat va perdre la seva mare i des dels disset anys va viure aparellada amb un ric comerciant de Montepulciano, Arsenio (identificat amb Raniero Del Pecora, dels senyors de Valiano), amb qui va tenir un fill. La parella va viure durant molt de temps en un castell de caça als turons de la frontera entre Úmbria i Toscana, pertanyent als Del Pecora. Actualment hi ha una capella dedicada a ella a l'antiga entrada.

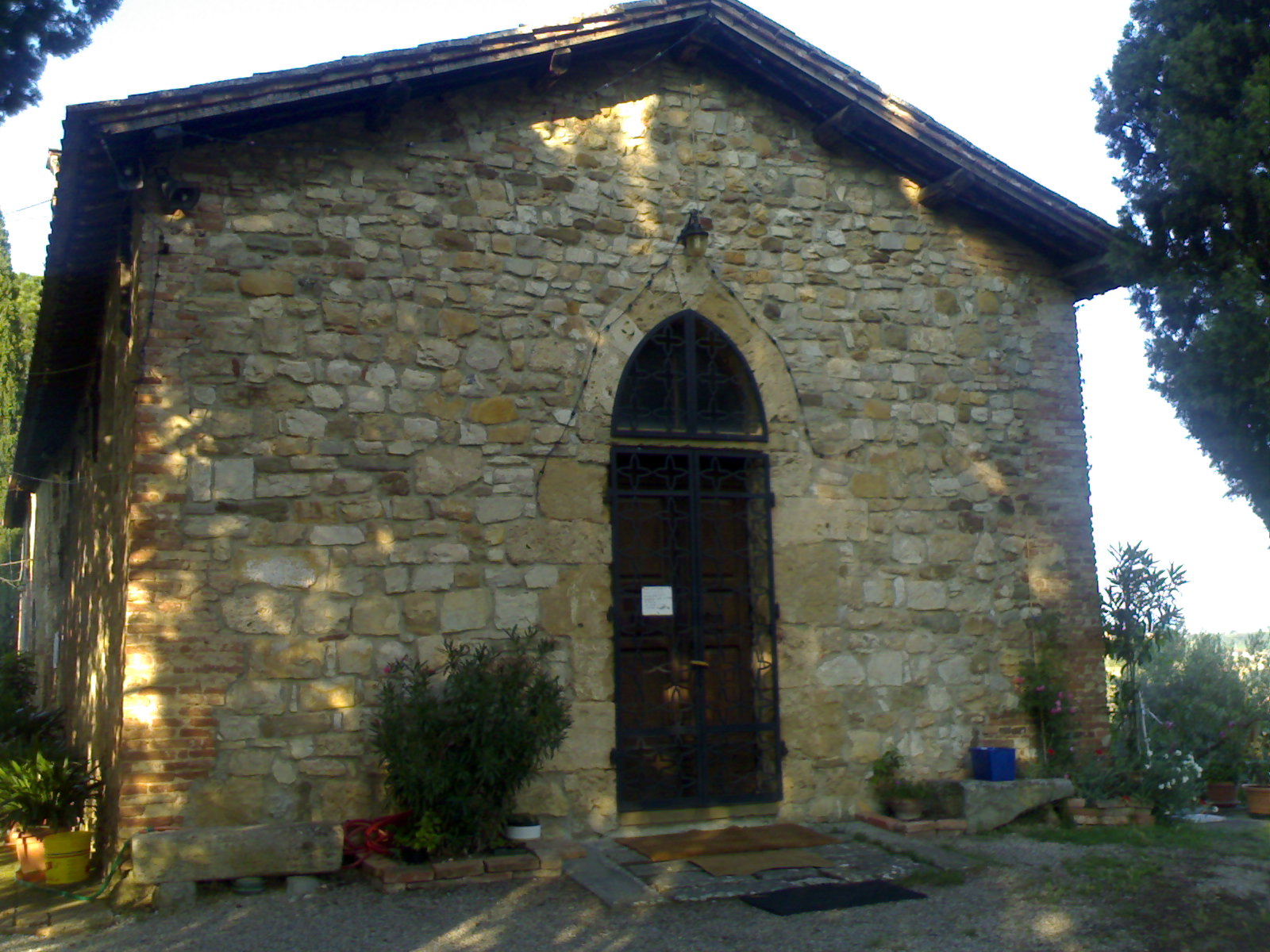
Portal de l'església de Laviano

L'any 1273 Arsenio, durant un viatge de caça en una de les seves propietats de Petrignano del Lago, va ser atacat i assassinat, potser víctima d'una emboscada en el context del conflicte entre guelfs i gibel·lins. Segons la tradició, Margherita va seguir a peu el gos d'Arsenio des de la seva residència a Valiano fins a Giorgi, prop d'un petit bosquet, on el va trobar sense vida, fet que la portaria a dedicar la resta de la vida a la penitència.

## Vida com a penitent
Expulsada amb el seu fill per la família d'Arsenio, repudiada pel seu pare i la seva nova dona, va optar per l'orde. Es va acostar als franciscans de Cortona, en particular als frares Giovanni da Castiglione i Giunta Bevegnati, els seus directors espirituals i després biògrafs, va confiar la cura del seu fill als frares menors d'Arezzo, i el 1277 es va convertir en terciària franciscana, dedicant-se exclusivament a la pregària i les obres de caritat.
La seva espiritualitat prestava particular atenció a la Passió de Crist, en línia amb el que van viure Francesc d'Assís, Àngela de Foligno i més tard Camilla da Varano. Es diu que Margarida va viure moltes crisis místiques, èxtasis i visions. Dedicà la seva vida a una penitència dura, vestida amb roba pobra, i alimentant-se de manera austera, seguint l'exemple dels pares del desert.
Va donar lloc a una congregació de dones terciàries, anomenada les Poverelle; el 1278 va fundar un hospital a prop de l'església de San Basilio i va formar la Confraria de Santa Maria della Misericordia, per a assistir els pobres i els malalts, amb l'ajuda de la noblesa cortinesa.
Era una dona mistica, però també d'acció, valenta, buscada per a consells, atenta a la vida pública i, en les disputes entre güelfs i gibelins, pacificadora a les terres de Montepulciano.

## El culte

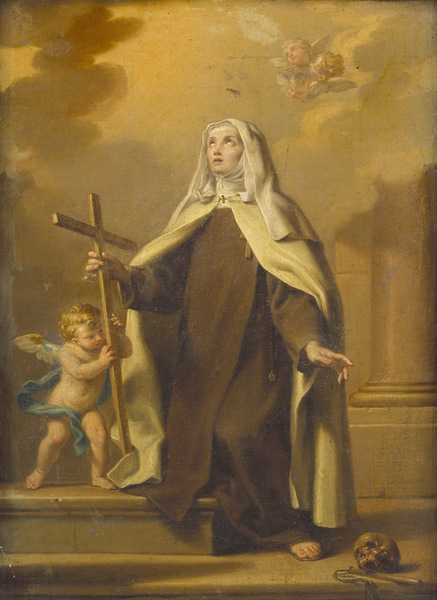
Imatge hagiogràfica de la santa

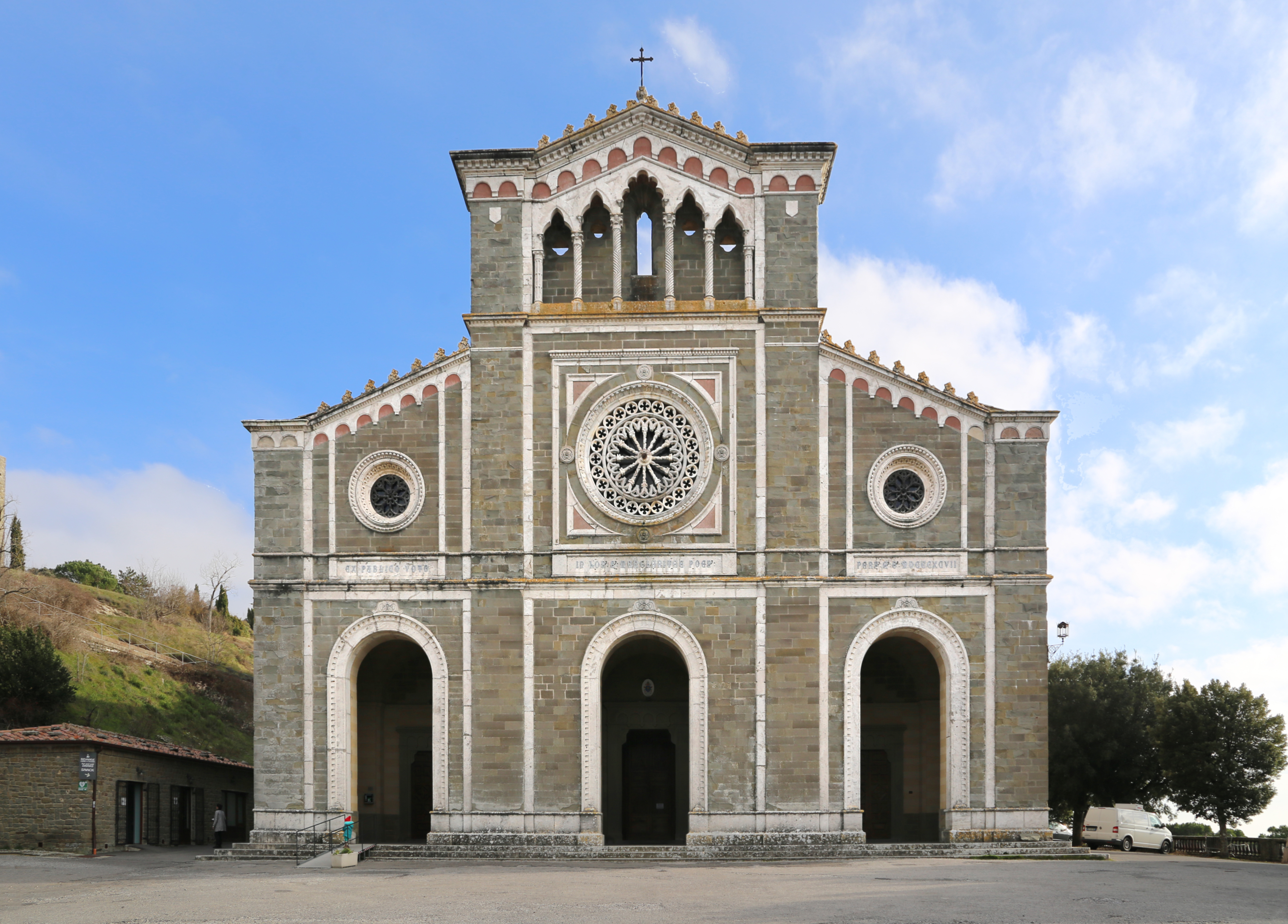
Basilica de Santa Margarida, a Cortona

Honorada com a beata des de la seva mort, Lleó X, davant la insistència del noble cortonès, va autoritzar, el 1516, la celebració de la seva festa a la diòcesi de Cortona, i el 1629 es va autoritzar finalment l'obertura del procés apostòlic.Innocenci X va aprovar-ne el culte el 17 de març de 1653, però només va ser canonitzada el 16 de maig de 1728 per Benet XIII.
El Martirologi romà fixà per a la seva memòria litúrgica la data del 22 febrer. Els franciscans la recorden el 16 maig, dia de la seva canonització.
La biografia escrita pel seu confessor frà Giunta Bevegnati, amb les històries dels nombrosos èxtasis i visions de Margarida -Legenda de vita et miraculis beatae Margharitae de Cortona-, va contribuir a convertir-la en una de les santes més populars del centre d'Itàlia.
El seu cos es conserva a Cortona, a la basílica dedicada a ella, en una urna col·locada sobre l'altar major. A la caseria de Giorgi, a Petrignano sul Lago, al lloc de l'assassinat d'Arsenio i de la seva conversió (l'anomenat Pentimento -o Penediment-) hi ha una església parroquial i l'alzina centenària als peus de la qual resava, que va ser abatuda per una ventada el 2018.

## Iconografia i recreacions en l'art

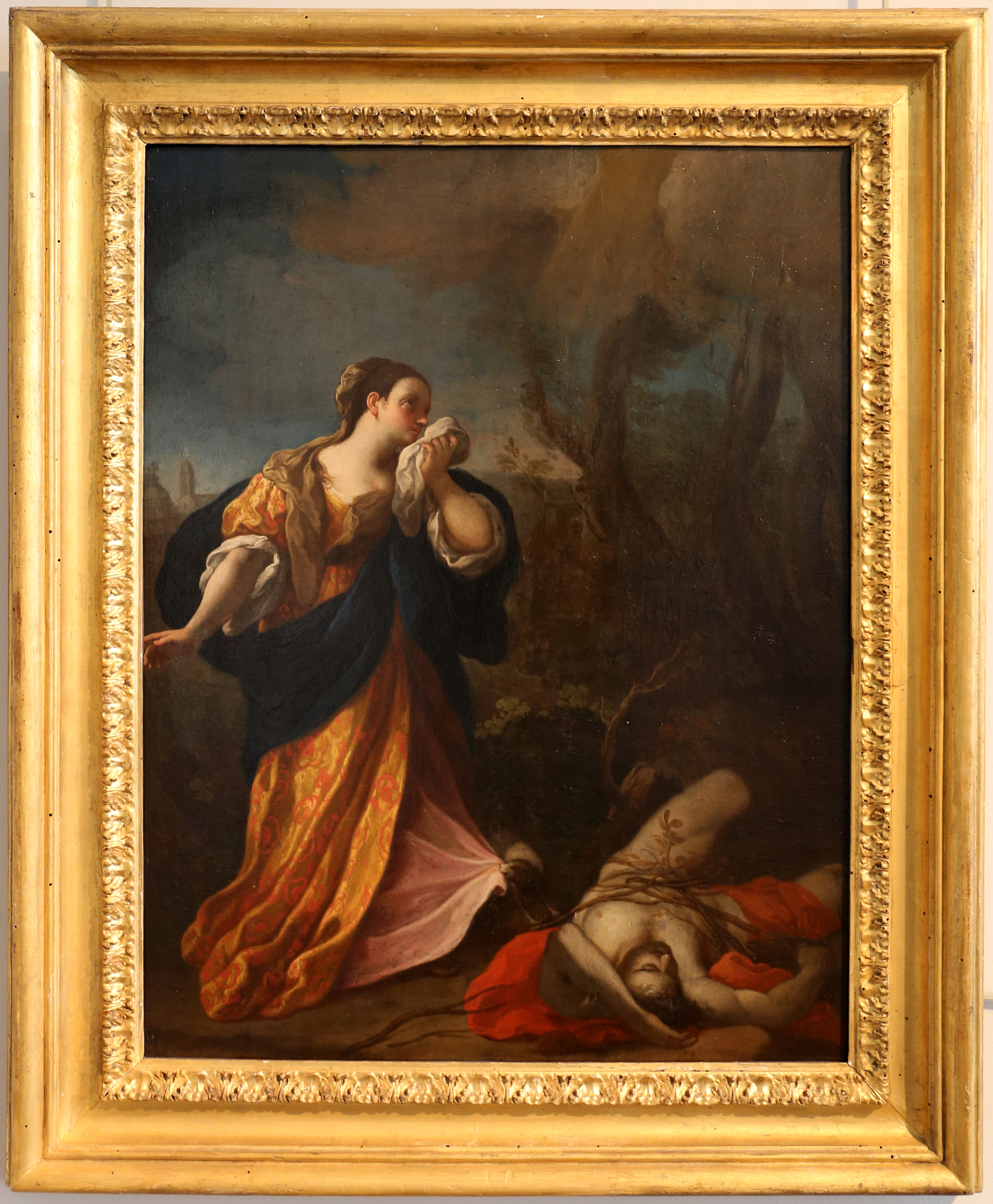
Marco Benefial, Santa Margherita da Cortona troba el cos del seu amant (ca. 1730)

En l'art, sovint se la representa amb un hàbit franciscà i un vel blanc, en companyia d'un àngel consolador –com en l'obra de Gaspare Traversi–, o en èxtasi davant de Crist –en la representació de Giovanni Lanfranco– i sempre l'acompanya el gos que segons la tradició la va portar fins al cadàver d'Arsenio, com en l'obra de Giovanni Battista Piazzetta o en la de Marco Benefial.
En la figura de Margarida de Cortona s'inspirà la pel·lícula històrica del 1950 que porta el seu nom, Margarida de Cortona, dirigida per Mario Bonnard.
El religiós i compositor de música sacra Licinio Refice li va dedicar una òpera amb un pròleg i tres actes i amb llibret d'Emidio Mucci, també titulada Margherita da Cortona (1938).
En l'àmbit literari, François Mauriac va publicar Sainte Marguerite de Cortone (París, 1945) i l'autor danès JJ Jörgensen publicava In excelsis: Angela da Foligno, Marguerita da Cortona, Camilla Battista Varano (Bari, 1959).